# 灯明

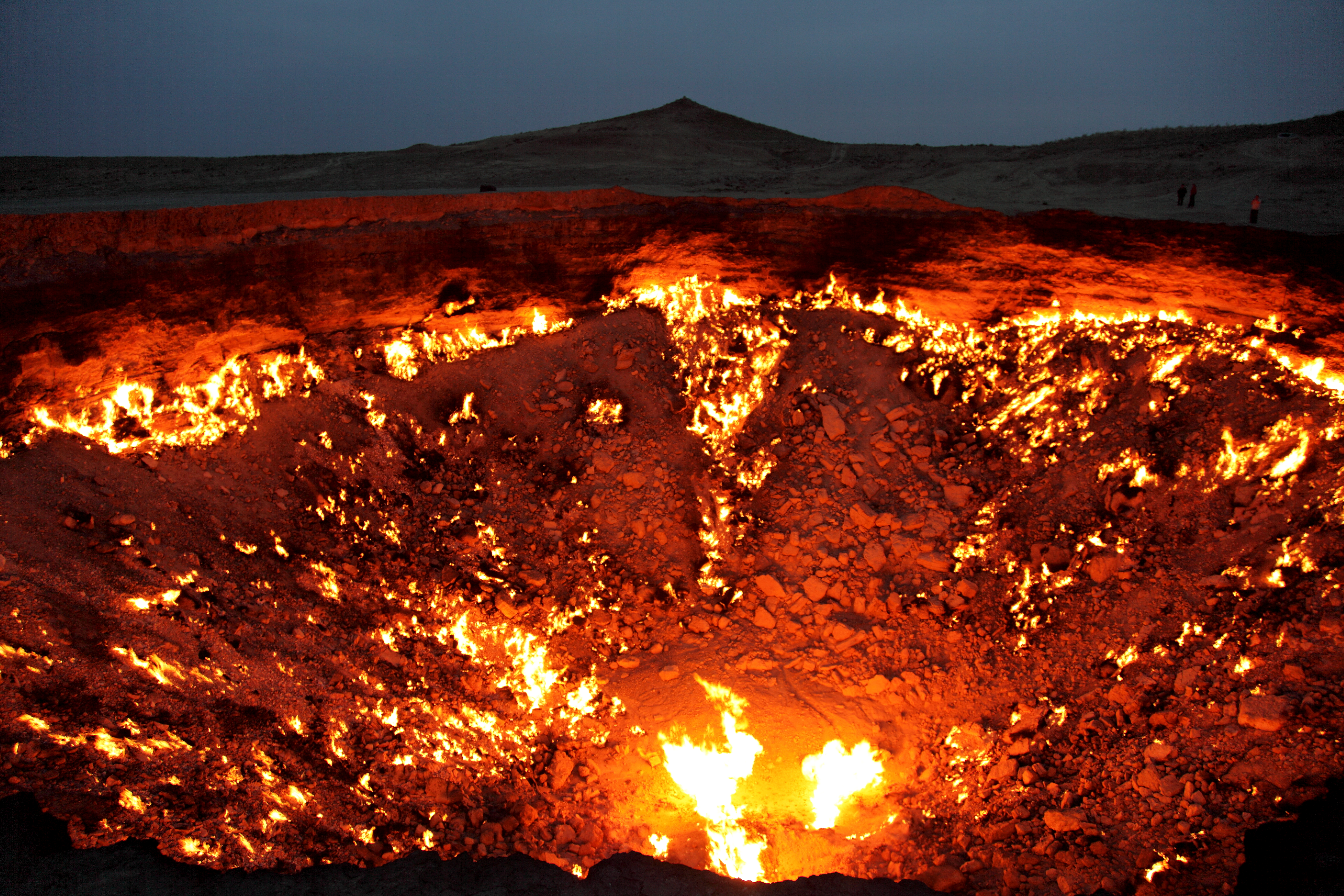
ダルヴァザにあるガス田火災。「地獄の門」という名で有名

灯明（燈明：とうみょう）とは、神仏に供える灯火をいう。仏教においては、サンスクリット語の「ディーパ」の訳で、闇（無明）を照らす智慧の光とされ、重要な供養のひとつとされる。灯明は古くは油をともす油皿（あぶらざら）が使われていたが、現在は、ろうそくまたは電球によるものが多い。
灯明を供えるために用いられる仏具は、「燭台」や「灯籠（灯篭）」、「輪灯」などがある。
なお、灯明をともすための燭台は、仏教における基本的な仏具である三具足・五具足のひとつとなっている。

## 輪灯
浄土真宗では、燭台の他に「輪灯」と呼ばれる真鍮製の灯火具が用いられる。形状は、油煙よけの傘を付けた吊り具に、油皿をのせる皿に輪を付けたもの。対で用いられる。
寺院では、中尊前と祖師前にのみ、天井から吊って用いる。在家の御内仏では、仏壇の天井より一対吊る。
輪の形状は、宗派により異なる。大谷派は、油皿をのせる皿に輪が付いただけの簡素なものを用いる。本願寺派は「菊輪灯」、高田派は「桐輪灯」、佛光寺派は「藤輪灯」と呼ばれる輪灯を用い、それぞれ輪と油皿をのせる皿に装飾が入る。大谷派以外は、相吊（間吊）と呼ばれる装飾された吊金具を輪灯本体と傘部の間にはさむ。

## 永遠の炎（Eternal flame）
炎を永続的に燃やす行為は多くの信仰や文化でみる事ができる。また、他にも無名戦士の墓や偉大な人物（ジョン・F・ケネディの火en）を忘れないよう炎を永続的に燃やすという行為がみられる。
古代ペルシャ、ゾロアスター教
古代イランのアータルは特別な司祭によって管理され、ゾロアスター教における"神聖な火花"またはアムシャ・スプンタの概念を表していた。アケメネス朝ペルシャの時代には３つの「偉大な火」が永続的に燃やされている共同体の火の記述があり、それらが永遠の炎の最初と言われている。
ユダヤ教
ユダヤ教寺院で見ることができるヘブライ語で「永遠の灯火」の意味を持つ灯明「ネール・ターミード」が使用されている。
仏教
- 高野山燈籠堂の消えずの火
- 比叡山延暦寺の不滅の法灯
- 多喜山大聖院水精寺の不消霊火堂にある「消えずの火」 - 広島平和記念公園にともされている平和の灯の火種でもある[2]。

### 消火された永遠の炎
- アケメネス帝国の3つの「Great Flames」のうちの1つが、アレクサンダー大王治世下の紀元前324年に親友のヘファイスティオンの死に敬意を表して消された。
- 紀元前87年、ローマの将軍スッラによって破壊されるまで、ギリシャのデルポイアポロ神殿で永遠の炎がともされていた[注 4]。
- 古代ローマのウェスタの聖火（英語版）がフォロ・ロマーノのウェスタ寺院で燃やされていたが、394年に消火された。
- エストニアのタリン解放者の記念碑（英語版）（第二次世界大戦記念の旧ソビエト軍兵士像）近くの永遠の炎が、1991年のソビエト連邦からの独立後、消火された。
- 東ドイツにあった永遠の炎が統一後消された。
- 1999年のコソボ空爆の慰霊として、2000年にベオグラードで23メートル（75フィート）の永遠の炎慰霊碑 "Večna vatra" が建てられた。炎は数ヶ月後に消された。

### 自然の永遠の炎
- 永遠の炎の滝